# Theodore Hesburgh

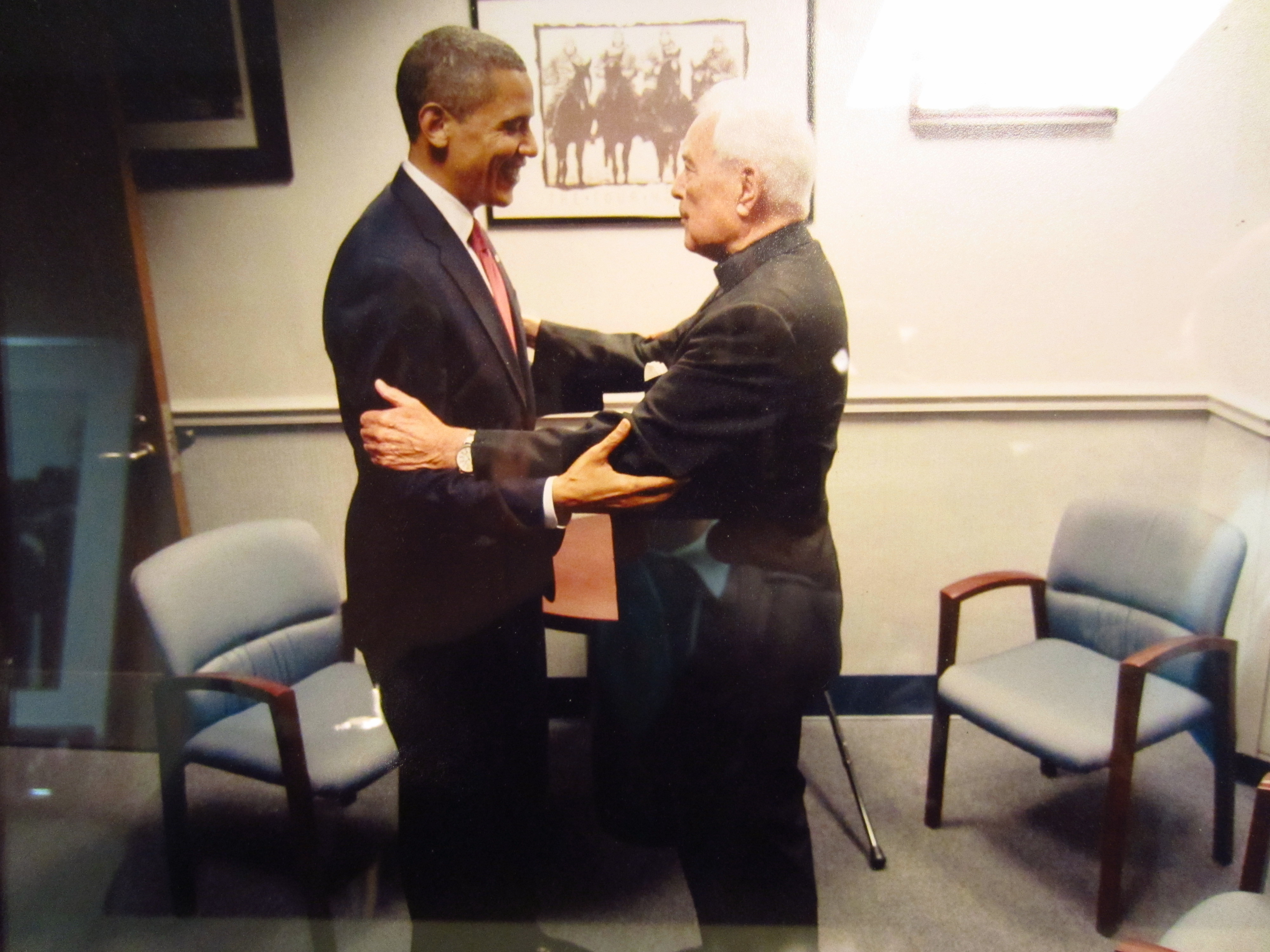
President Obama ontmoet Hesburgh aan de universiteit van Notre Dame (2012)

Theodore Martin Hesburgh, CSC (Syracuse, 25 mei 1917 – Notre Dame (Indiana), 26 februari 2015) was een priester van de Congregatie van het Heilig Kruis en was van 1952 tot 1987 de rector van de universiteit van Notre Dame. Naar hem is de Hesburgh Award en de Hesburgh Library van deze universiteit vernoemd.
Na studies aan Notre Dame werd hij door zijn seminarie voor vervolmakingsstudies naar Rome gestuurd. Bij het uitbreken van de Tweede Wereldoorlog kon hij Italië tijdig verlaten. Hij studeerde af als Doctor in Sacred Theology aan de Katholieke Universiteit van Amerika in 1945 en kreeg een docentenpositie aan Notre Dame. Reeds in 1949 werd hij er executive vicepresident om in 1952 tot president benoemd te worden.
Hij wordt vermeld in het Guinness Book of Records als titelhouder van het grootst aantal eretitels die hem werden toegekend, 150 in totaal. In 1964 ontving hij de Presidential Medal of Freedom, in 1999 de Congressional Gold Medal. Hij ontving talrijke eredoctoraten waaronder in 1978 een van de Katholieke Universiteit Leuven.
In 1993 speelde hij een rolletje als priester in de film Ruby. Father Hesburgh relativeerde onderwijs ooit met de quote: "Education is the only thing people are willing to pay for and not get." In 2007 sprak hij zich uit voor het opnieuw toelaten van het huwelijk voor priesters.
In februari 2015 overleed hij op 97-jarige leeftijd.

## Onderscheidingen
1993: Four Freedoms Award voor godsdienstvrijheid
- Bibliothèque nationale de France: cb127770432 (data)
- Gemeinsame Normdatei: 118939742
- International Standard Name Identifier: 0000 0001 0892 2788
- Library of Congress Control Number: n50038207
- MusicBrainz: 8da0acaf-40bd-452c-9587-6425118a285d
- National Archives and Records Administration: 10580920
- Nationale Bibliotheek van Tsjechië: skuk0002976
- Nationale Bibliotheek van Israël: 987007272694205171
- Nationale Bibliotheek van Polen: a0000002338772
- Nederlandse Thesaurus van Auteursnamen: 072751282
- SNAC: w6007xtd
- Système universitaire de documentation: 080098959
- Virtual International Authority File: 42637222
- WorldCat: E39PBJdh4BvkCxGt8WqmQQMVmd